# Sah szultána
Sah szultána (teljes nevén Şah-ı Huban szultána) (1507–1572 körül) I. Szelim oszmán szultán és Ajse Hafsza szultána lánya, I. Szulejmán szultán húga. Nagyobb hatalomra akkor tett szert, mikor férje Lütfi pasa nagyvezír lett.

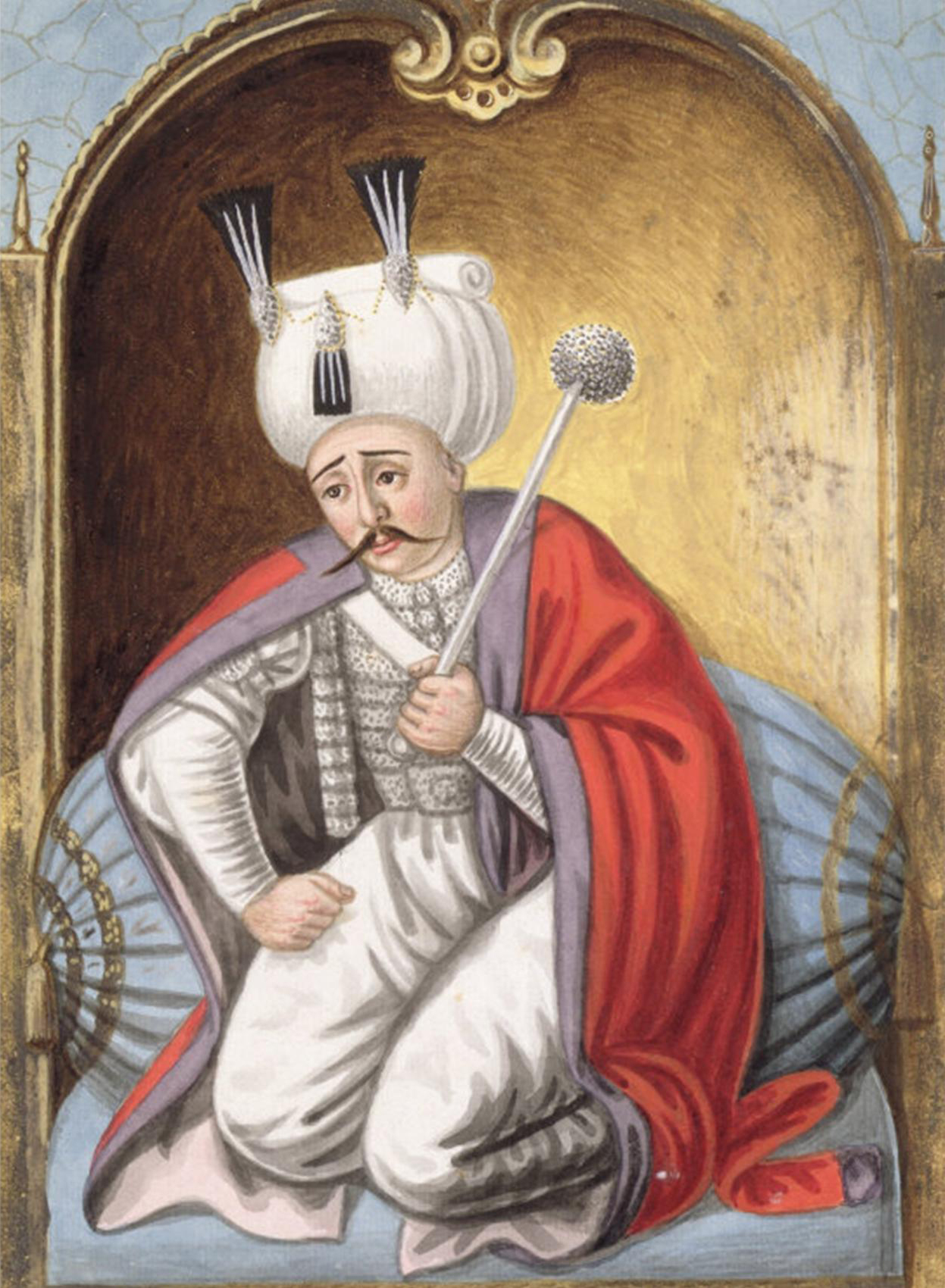
Şah szultána édesapja, I. Szelim oszmán szultán.

## Élete
1509-ben született Manisában és ott is nőtt fel. 1523-ban feleségül ment Lütfi pasához, aki 1539-ben megkapta a nagyvezírii rangot. Két lányuk született: Esmehan Baharnaz szultána (Mehmet herceg felesége, Hümaşah szultána édesanyja) és Neslihan szultána. 1541-ben elváltak, és a pasát is leváltották tisztségéből. A válást Şah kezdeményezte, mivel a férje megcsalta őt. Vita alakult ki köztük, aminek az lett a vége, hogy a pasa megverte Şah szultánát, aki ezt elpanaszolta a szolgálóinak. Végül az incidens Szulejmán fülébe jutott, aki engedélyezte a válást, és eltávolította pozíciójából a pasát.
1556-ban felépült a Sah szultána-mecset.

## A művészetekben
- A 2011-ben indult Szulejmán című török sorozatban Deniz Çakır török színésznő alakítja a szultánát.

## Fordítás
- Ez a szócikk részben vagy egészben  a(z)   Şah Sultan (daughter of Selim I) című angol Wikipédia-szócikk fordításán alapul.  Az eredeti cikk szerkesztőit annak laptörténete sorolja fel. Ez a jelzés csupán a megfogalmazás eredetét és a szerzői jogokat jelzi, nem szolgál a cikkben szereplő információk forrásmegjelöléseként.